# Veľký Kýr

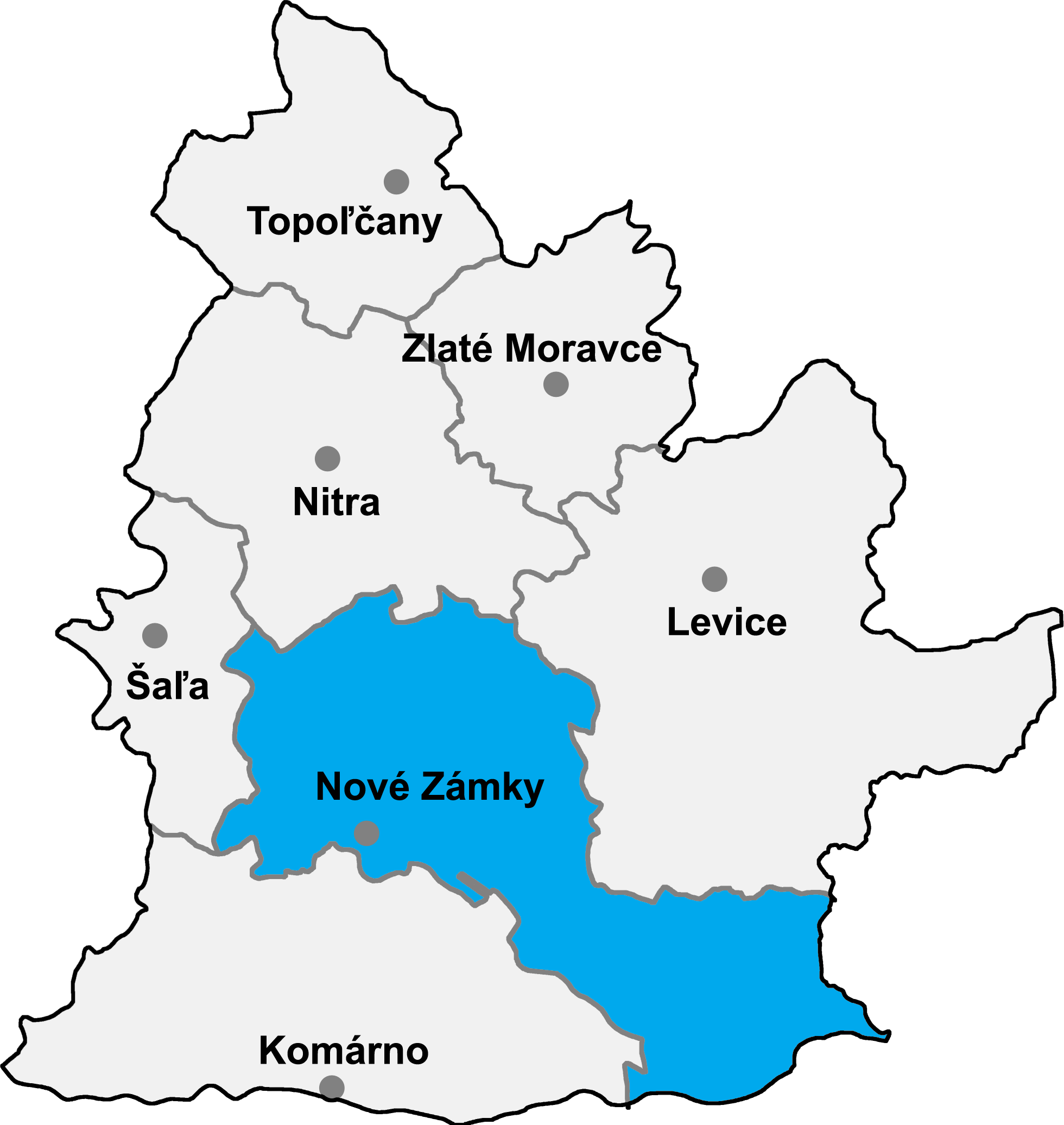
Nové Zámky Distrito en la región de Nitra.

Veľký Kýr (en húngaro: Nyitranagykér) es un pueblo y municipalidad en el Distrito de Nové Zámky en la Región de Nitra al sudoeste de Eslovaquia.

## Historia
Los primeros registros históricos de Veľký Kýr son de 1113.

## Geografía
La municipalidad está situada a una altitud de 130 metros y cubre un área de 23.638 km². Tiene una población de aproximadamente 3.095 personas.

## Demografía
| Año        | 1994 | 2004    | 2014    | 2024    |
| ---------- | ---- | ------- | ------- | ------- |
| Población  | 3347 | 3092    | 3017    | 2931    |
| Diferencia |      | −7,61 % | −2,42 % | −2,85 % |

| Año        | 2023 | 2024    |
| ---------- | ---- | ------- |
| Población  | 2963 | 2931    |
| Diferencia |      | −1,07 % |

## Composición étnica
Húngaros - 64,29 %

Eslovacos - 35,27 %

Checos - 0,09 %

Otros - 0,35%

## Composición religiosa
Católicos - 97,65 %

Ateos - 0,94 %

Evangélicos - 0,56 %

Ortodoxos - 0,03 %

Otros - 0.82 %

## Equipamientos
El municipio cuenta con una biblioteca pública, un gimnasio, un campo de fútbol y una tienda de alquiler de DVD.